# 1970年フランスグランプリ
1970年フランスグランプリ (1970 French Grand Prix) は、1970年のF1世界選手権第6戦として、1970年7月5日にシャレード・サーキットで開催された。
レースは38周で行われ、ロータスのヨッヘン・リントが6番手スタートから優勝した。マーチのクリス・エイモンが2位、ブラバムのジャック・ブラバムが3位となった。

## 背景
トゥールーズ近郊のアルビにあるアルビ・サーキットに開催地を移す計画だったが、資金を調達できなかったため実現せず、前年に引き続きシャレード・サーキットで行われることになった。シャレード・サーキットでのF1世界選手権レース開催は3回目である。

## エントリー
前戦オランダGPとほぼ同じであったが、ピアス・カレッジを失ったウィリアムズは参加せず、ジョン・サーティースもエンジン不足のため参加を見合わせ、次戦イギリスGPまでに自製マシンの完成を目指すことにした。マクラーレンはエースのデニス・ハルムがインディ500の練習走行中に負った両腕の火傷から復帰し、前戦オランダGPでアンドレア・デ・アダミッチが走らせたM14Dのエンジンをアルファロメオからフォード・コスワース・DFVに載せ替え、デ・アダミッチには古いM7Dを与えた。フェラーリは、イグナツィオ・ギュンティが2台目の312Bを走らせる。ロータスは当初、3台目のドライバーとして地元フランス出身のジャン＝リュック・サロモンを起用する予定だったが、開催直前の6月28日にルーアンのF3レースで亡くなったため、アレックス・ソラー＝ロイグが起用された。

### エントリーリスト
| チーム                                              | No. | ドライバー                     | コンストラクター | シャシー | エンジン                         | タイヤ |
| --------------------------------------------------- | --- | ------------------------------ | ---------------- | -------- | -------------------------------- | ------ |
| ティレル・レーシング・オーガニゼーション            | 1   | ジャッキー・スチュワート       | マーチ           | 701      | フォード・コスワース DFV 3.0L V8 | D      |
| ティレル・レーシング・オーガニゼーション            | 2   | フランソワ・セベール           | マーチ           | 701      | フォード・コスワース DFV 3.0L V8 | D      |
| ヤードレー・チーム・BRM                             | 3   | ペドロ・ロドリゲス             | BRM              | P153     | BRM P142 3.0L V12                | D      |
| ヤードレー・チーム・BRM                             | 4   | ジョージ・イートン             | BRM              | P153     | BRM P142 3.0L V12                | D      |
| ヤードレー・チーム・BRM                             | 5   | ジャッキー・オリバー           | BRM              | P153     | BRM P142 3.0L V12                | D      |
| ゴールドリーフ・チーム・ロータス                    | 6   | ヨッヘン・リント               | ロータス         | 72C      | フォード・コスワース DFV 3.0L V8 | F      |
| ゴールドリーフ・チーム・ロータス                    | 7   | ジョン・マイルズ               | ロータス         | 72B      | フォード・コスワース DFV 3.0L V8 | F      |
| ワールドワイド・レーシング                          | 9   | アレックス・ソラー＝ロイグ 1   | ロータス         | 49C      | フォード・コスワース DFV 3.0L V8 | F      |
| ブルックボンド・オクソ・レーシング/ロブ・ウォーカー | 8   | グラハム・ヒル                 | ロータス         | 49C      | フォード・コスワース DFV 3.0L V8 | F      |
| スクーデリア・フェラーリ SpA SEFAC                  | 10  | ジャッキー・イクス             | フェラーリ       | 312B     | フェラーリ 001 3.0L F12          | F      |
| スクーデリア・フェラーリ SpA SEFAC                  | 11  | イグナツィオ・ギュンティ       | フェラーリ       | 312B     | フェラーリ 001 3.0L F12          | F      |
| マーチ・エンジニアリング                            | 12  | ジョー・シフェール             | マーチ           | 701      | フォード・コスワース DFV 3.0L V8 | F      |
| マーチ・エンジニアリング                            | 14  | クリス・エイモン               | マーチ           | 701      | フォード・コスワース DFV 3.0L V8 | F      |
| チーム・サーティース                                | 15  | ジョン・サーティース 2         | マクラーレン     | M7C      | フォード・コスワース DFV 3.0L V8 | F      |
| ブルース・マクラーレン・モーターレーシング          | 16  | アンドレア・デ・アダミッチ     | マクラーレン     | M7D      | アルファロメオ T33 3.0L V8       | G      |
| ブルース・マクラーレン・モーターレーシング          | 17  | ダン・ガーニー                 | マクラーレン     | M14A     | フォード・コスワース DFV 3.0L V8 | G      |
| ブルース・マクラーレン・モーターレーシング          | 19  | デニス・ハルム                 | マクラーレン     | M14D     | フォード・コスワース DFV 3.0L V8 | G      |
| コーリン・クラッベ・レーシング                      | 18  | ロニー・ピーターソン           | マーチ           | 701      | フォード・コスワース DFV 3.0L V8 | G      |
| エキップ・マトラ・エルフ                            | 20  | アンリ・ペスカロロ             | マトラ           | MS120    | マトラ MS12 3.0L V12             | G      |
| エキップ・マトラ・エルフ                            | 21  | ジャン＝ピエール・ベルトワーズ | マトラ           | MS120    | マトラ MS12 3.0L V12             | G      |
| アウト・モトール・ウント・シュポルト                | 22  | ロルフ・シュトメレン           | ブラバム         | BT33     | フォード・コスワース DFV 3.0L V8 | G      |
| モーターレーシング・ディベロップメンツ・リミテッド  | 23  | ジャック・ブラバム             | ブラバム         | BT33     | フォード・コスワース DFV 3.0L V8 | G      |
| シルビオ・モーザー・レーシングチーム                | 24  | シルビオ・モーザー             | ベラシ           | F1 70    | フォード・コスワース DFV 3.0L V8 | G      |
| ピート・ラブリー・フォルクスワーゲン・インク        | 25  | ピート・ラブリー               | ロータス         | 49B      | フォード・コスワース DFV 3.0L V8 | F      |
| ソース:                                             |     |                                |                  |          |                                  |        |

追記
- ^1 - No.9は当初ジャン＝リュック・サロモンを起用する予定だったが、開催直前のF3レースで亡くなったため、ソラー＝ロイグが起用された[7]
- ^2 - サーティースはエンジン不足のため欠場[5]

## 予選
ジャッキー・イクスが今季初のポールポジションを獲得した。2番手でイクスとともにフロントローを獲得したのは母国グランプリとなるジャン＝ピエール・ベルトワーズであった。2列目はマーチ・701を駆るクリス・エイモンとジャッキー・スチュワートが並んだ。ヨッヘン・リントはコースの起伏に苦しみ、石が顔面にヒットするアクシデントもあったが6番手に付け、ジャック・ブラバムとともに3列目を得た。ベルトワーズのチームメイトで同じく母国グランプリとなるアンリ・ペスカロロは、デニス・ハルムとともに4列目に並ぶ。

### 予選結果
| 順位    | No. | ドライバー                     | コンストラクター            | タイム  | 差     | グリッド |
| ------- | --- | ------------------------------ | --------------------------- | ------- | ------ | -------- |
| 1       | 10  | ジャッキー・イクス             | フェラーリ                  | 2:58.22 | -      | 1        |
| 2       | 21  | ジャン＝ピエール・ベルトワーズ | マトラ                      | 2:58.70 | +0.48  | 2        |
| 3       | 14  | クリス・エイモン               | マーチ-フォード             | 2:59.14 | +0.92  | 3        |
| 4       | 1   | ジャッキー・スチュワート       | マーチ-フォード             | 2:59.24 | +1.02  | 4        |
| 5       | 23  | ジャック・ブラバム             | ブラバム-フォード           | 2:59.67 | +1.45  | 5        |
| 6       | 6   | ヨッヘン・リント               | ロータス-フォード           | 2:59.74 | +1.52  | 6        |
| 7       | 19  | デニス・ハルム                 | マクラーレン-フォード       | 3:00.42 | +2.20  | 7        |
| 8       | 20  | アンリ・ペスカロロ             | マトラ                      | 3:00.59 | +2.37  | 8        |
| 9       | 18  | ロニー・ピーターソン           | マーチ-フォード             | 3:01.21 | +2.99  | 9        |
| 10      | 3   | ペドロ・ロドリゲス             | BRM                         | 3:01.29 | +3.07  | 10       |
| 11      | 11  | イグナツィオ・ギュンティ       | フェラーリ                  | 3:01.85 | +3.63  | 11       |
| 12      | 5   | ジャッキー・オリバー           | BRM                         | 3:02.77 | +4.55  | 12       |
| 13      | 2   | フランソワ・セベール           | マーチ-フォード             | 3:02.87 | +4.65  | 13       |
| 14      | 22  | ロルフ・シュトメレン           | ブラバム-フォード           | 3:03.41 | +5.19  | 14       |
| 15      | 16  | アンドレア・デ・アダミッチ     | マクラーレン-アルファロメオ | 3:03.48 | +5.26  | 15       |
| 16      | 12  | ジョー・シフェール             | マーチ-フォード             | 3:03.78 | +5.56  | 16       |
| 17      | 17  | ダン・ガーニー                 | マクラーレン-フォード       | 3:04.04 | +5.82  | 17       |
| 18      | 7   | ジョン・マイルズ               | ロータス-フォード           | 3:04.16 | +5.94  | 18       |
| 19      | 4   | ジョージ・イートン             | BRM                         | 3:04.92 | +6.70  | 19       |
| 20      | 8   | グラハム・ヒル                 | ロータス-フォード           | 3:07.84 | +9.62  | 20       |
| 21      | 24  | シルビオ・モーザー             | ベラシ-フォード             | 3:08.10 | +9.88  | DNQ      |
| 22      | 9   | アレックス・ソラー＝ロイグ     | ロータス-フォード           | 3:14.49 | +16.27 | DNQ      |
| 23      | 25  | ピート・ラブリー               | ロータス-フォード           | 3:15.58 | +17.36 | DNQ      |
| ソース: |     |                                |                             |         |        |          |

追記
- 上位20台が決勝進出

## 決勝
ポールポジションからスタートするジャッキー・イクスだったが、レース開始前のウォームアップセッションでバルブシートが破損していることが判明した。エンジンを交換する時間的余裕はなく、バルブのみ交換してスタートに臨まなければならなかった。それでもイクスはスタートから14周の間首位を走行するが、メジャーバルブが壊れてリタイアした。3位を走行していたジャッキー・スチュワートも点火装置のトラブルでピットインを強いられた。イクスのリタイアによって首位に立ったベルトワーズも、26周目にスローパンクチャーに見舞われた。リントがベルトワーズを抜いて首位に浮上し、ベルトワーズはピットへ向かっていった。リントはラッキーな形で連勝して今季3勝目を挙げ、ドライバーズランキングもスチュワートを抜いて首位に立った。クリス・エイモンは今季2度目の2位、ジャック・ブラバムはデニス・ハルムのすぐ前でフィニッシュし、3位表彰台を獲得した。ブラバムに僅差で敗れたハルムが4位、アンリ・ペスカロロは母国グランプリで5位に入賞した。ダン・ガーニーは6位に入賞し、才能を失っていないことを証明した。なお、ガーニーはこれが最後の入賞及び完走であった。

### レース結果
| 順位    | No. | ドライバー                     | コンストラクター            | 周回数 | タイム/リタイア原因 | グリッド | ポイント |
| ------- | --- | ------------------------------ | --------------------------- | ------ | ------------------- | -------- | -------- |
| 1       | 6   | ヨッヘン・リント               | ロータス-フォード           | 38     | 1:55:57.00          | 6        | 9        |
| 2       | 14  | クリス・エイモン               | マーチ-フォード             | 38     | +7.61               | 3        | 6        |
| 3       | 23  | ジャック・ブラバム             | ブラバム-フォード           | 38     | +44.83              | 5        | 4        |
| 4       | 19  | デニス・ハルム                 | マクラーレン-フォード       | 38     | +45.66              | 7        | 3        |
| 5       | 20  | アンリ・ペスカロロ             | マトラ                      | 38     | +1:19.42            | 8        | 2        |
| 6       | 17  | ダン・ガーニー                 | マクラーレン-フォード       | 38     | +1:19.65            | 17       | 1        |
| 7       | 22  | ロルフ・シュトメレン           | ブラバム-フォード           | 38     | +2:20.16            | 14       |          |
| 8       | 7   | ジョン・マイルズ               | ロータス-フォード           | 38     | +2:47.17            | 18       |          |
| 9       | 1   | ジャッキー・スチュワート       | マーチ-フォード             | 38     | +3:09.61            | 4        |          |
| 10      | 8   | グラハム・ヒル                 | ロータス-フォード           | 37     | +1 Lap              | 20       |          |
| 11      | 2   | フランソワ・セベール           | マーチ-フォード             | 37     | +1 Lap              | 13       |          |
| 12      | 4   | ジョージ・イートン             | BRM                         | 36     | +2 Laps             | 19       |          |
| 13      | 21  | ジャン＝ピエール・ベルトワーズ | マトラ                      | 35     | 燃料切れ            | 2        |          |
| 14      | 11  | イグナツィオ・ギュンティ       | フェラーリ                  | 35     | +3 Laps             | 11       |          |
| NC      | 16  | アンドレア・デ・アダミッチ     | マクラーレン-アルファロメオ | 29     | 規定周回数不足      | 15       |          |
| Ret     | 12  | ジョー・シフェール             | マーチ-フォード             | 23     | アクシデント        | 16       |          |
| Ret     | 18  | ロニー・ピーターソン           | マーチ-フォード             | 17     | ディファレンシャル  | 9        |          |
| Ret     | 10  | ジャッキー・イクス             | フェラーリ                  | 16     | エンジン            | 1        |          |
| Ret     | 3   | ペドロ・ロドリゲス             | BRM                         | 6      | ギアボックス        | 10       |          |
| Ret     | 5   | ジャッキー・オリバー           | BRM                         | 5      | エンジン            | 12       |          |
| DNQ     | 24  | シルビオ・モーザー             | ベラシ-フォード             |        | 予選不通過          |          |          |
| DNQ     | 9   | アレックス・ソラー＝ロイグ     | ロータス-フォード           |        | 予選不通過          |          |          |
| DNQ     | 25  | ピート・ラブリー               | ロータス-フォード           |        | 予選不通過          |          |          |
| ソース: |     |                                |                             |        |                     |          |          |

優勝者ヨッヘン・リントの平均速度
158.391 km/h (98.420 mph)
ファステストラップ
- ジャック・ブラバム - 3:00.75（29周目）

ラップリーダー
太字は最多ラップリーダー
- ジャッキー・イクス - 14周 (Lap 1-14)
- ジャン＝ピエール・ベルトワーズ - 11周 (Lap 15-25)
- ヨッヘン・リント - 13周 (Lap 26-38)

## 第6戦終了時点のランキング
|         | 順位 | ドライバー               | ポイント |
| ------- | ---- | ------------------------ | -------- |
| 1       | 1    | ヨッヘン・リント         | 27       |
| 1       | 2    | ジャッキー・スチュワート | 19       |
|         | 3    | ジャック・ブラバム       | 19       |
| 3       | 4    | クリス・エイモン         | 12       |
|         | 5    | デニス・ハルム           | 12       |
| ソース: |      |                          |          |

|         | 順位 | コンストラクター      | ポイント |
| ------- | ---- | --------------------- | -------- |
| 1       | 1    | ロータス-フォード     | 32       |
| 1       | 2    | マーチ-フォード       | 31       |
|         | 3    | ブラバム-フォード     | 21       |
|         | 4    | マクラーレン-フォード | 19       |
|         | 5    | マトラ                | 15       |
| ソース: |      |                       |          |

- 注:  トップ5のみ表示。前半7戦のうちベスト6戦及び後半6戦のうちベスト5戦がカウントされる。